# یوسمیت وست (کالیفرنیا)
یوسمیت وست (به انگلیسی: Yosemite West) یک منطقهٔ مسکونی در ایالات متحده آمریکا است که در شهرستان ماریپوزا، کالیفرنیا واقع شده‌است. یوسمیت وست ۱٬۷۸۸ متر بالاتر از سطح دریا واقع شده‌است.